# Jules De Seynes
Jules De Seynes (Lyon, 16 de enero de 1833 - París, 18 de octubre de 1912) fue un médico, botánico, y micólogo francés. Doctor en Ciencias, profesor de Historia Natural y asociado en la Facultad de Medicina de París. Autor de numerosos trabajos sobre botánica, hongos y plantas parásitas.
Seynes se casó en Lasalle (Gard) el 5 de septiembre de 1855, con Anne Lucie Berthe Dumas de Marveille, hija de Henri Maurice, alcalde de Lasalle, consejero general de Gard, y de Louise Deshours, de Calviac.

## Reconocimientos
- Uno de los fundadores de la Société Botanique de France en 1854, y su presidente en 1877, y en 1887.
- Alcalde de Rousson, Gard

## Eponimia
Especies de hongo
- (Mycenaceae) Mycena seynii

## Algunas publicaciones
- 1887. La moisissure de l'ananas. 5 pp.
- 1875. On Agaricus ascophorus Peck. 5 pp.
- 1860. Étude sur l'absorption gastro-intestinale

### Libros
- m.h. Baillon, j. de Seynes, j. de Lanessan, e. Mussat, w. Nylander, e. Tison, j. Poisson, e. Fournier, l. Soubeiran, h. Bocquillon, g. Dutailly, e. Bureau, ch. Manoury, h.-a. Weddell, b. de Montgazon, l. Durand, a. Franchet. 1891. Dictionnaire de botanique. Ed. Hachette. iii + 340 pp.
- j. Moyen, jules de Seynes. 1889. Les Champignons: Traité élémentaire et pratique de mycologie : description des espèces utiles dangereuses remarquables. Ed. Rothschild. 20 pp.
- 1888. Polypores. Volumen 2 de Recherches pour servir à l'histoire naturelle des végétaux inférieurs. Ed. G. Masson. 66 pp.
- achille Richard, charles Martins, jules de Seynes. 1876. Nouveaux éléments de botanique: contenant l'organographie, l'anatomie, la physiologie végétales et les caractères de toutes les familles naturelles. Ed. F. Savy. 710 pp. En línea edición de 1864
- 1864. Aperçus sur quelques points de l'organisation des champinons supérieurs. 274 pp.
- 1863. De la germination. Ed. J. -B. Baillière. 76 pp. En línea
- 1863. Essai d'une flore mycologique de la région de Montpellier et du Gard: observations sur les Agaricinés suivies d'une énumération méthodique. Ed. J. -B. Baillière. 156 pp. En línea, reeditó Kessinger Publ. 2010 180 pp. ISBN 1-166-73385-8
- 1863. Observations sur les Agaricines suivies d'une énumération méthodique. Ed. J. -B. Baillière. 156 pp.
- 1860. Du parasitisme dans le règne animal et dans le règne végétal: thèse, &c 124 pp.